# Sfumato

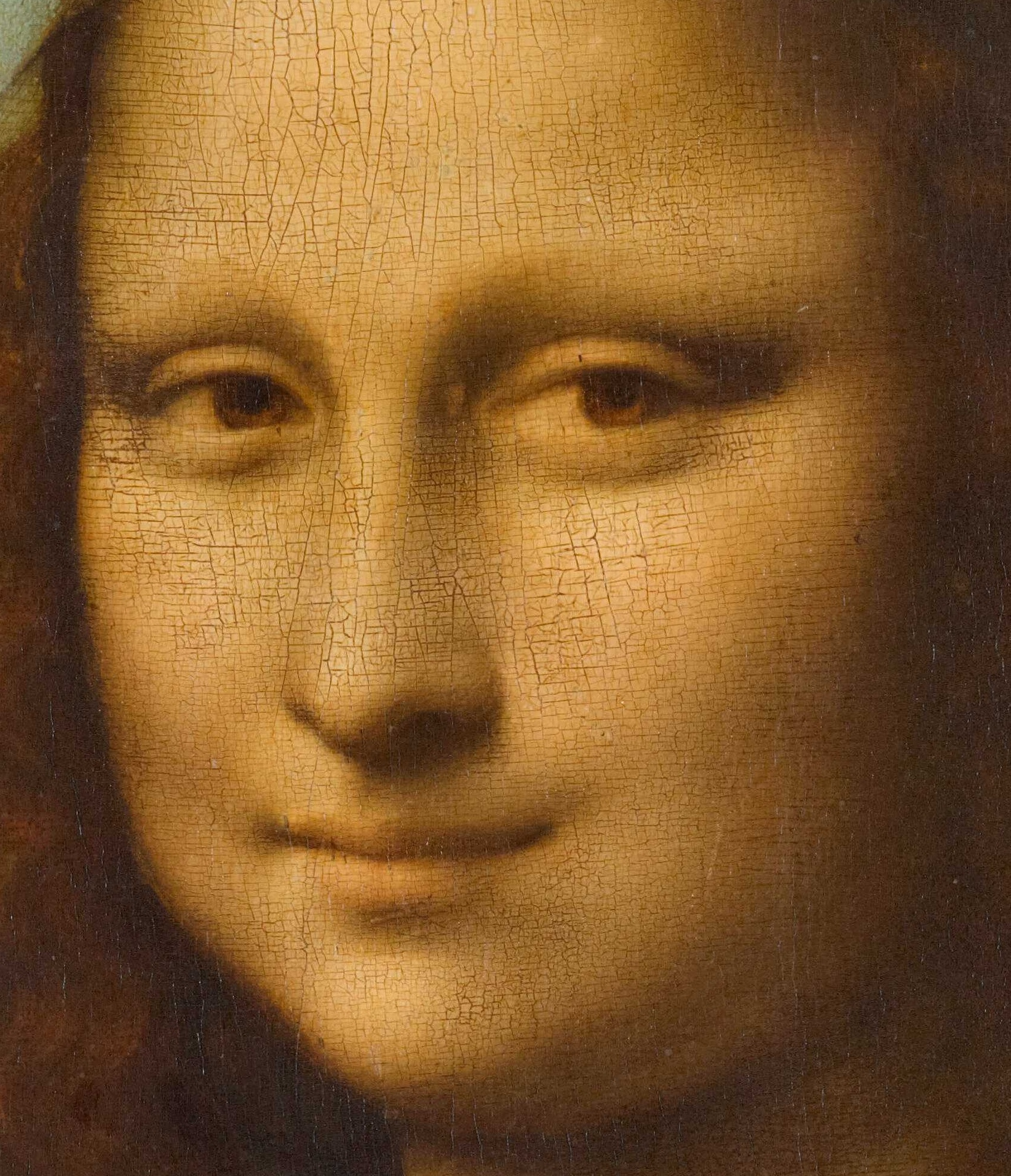
Detalj av da Vincis verk Mona Lisa som visar den fina sfumaton i ansiktet, i synnerhet i skuggorna kring ögonen.

Sfumato, av italienska fumo som betyder "rök", är en karakteristisk teknik inom måleri för konst från Renässansen. Det är en blandning av färger och nyanser som är så subtil, att allt smälter samman och ger en "disig" effekt.

## Teknik
Tekniken är en typ av finare skuggning menad att framställa en mjuk övergång mellan färger och toner, som resulterar i en mer trovärdig bild. Den är mest använd i sammanhang där man ska genomföra subtila övergångar, som inte innehåller linjer eller gränser, mellan områden som skiftar mellan ljust och mörkt. Tekniken började användas för att framförallt ge en svårfångad och illusionistisk framställning av det mänskliga ansiktet, men också för att skapa en rik atmosfärisk effekt. Leonardo da Vinci beskrev själv tekniken som "att blanda färger, utan linjer eller gränser och som uppträder som rök". 

## Leonardo da Vinci och andra utövare
Leonardo da Vinci (1452–1519) är den mest framträdande utövaren av tekniken sfumato. Målningar som Mona Lisa och Madonnan i grottan (versionen på Louvren) uppvisar ett exemplariskt utförande av tekniken. 
Bortsett från Leonardo finns andra framträdande utövare av tekniken som Rafael, Correggio och Giorgione. Elever och efterföljare till Leonardo (ofta kallade "Leonardeschi"), till exempel Bernardino Luini, provade också på denna teknik som en följd av hans verk.